# NSU Quickly

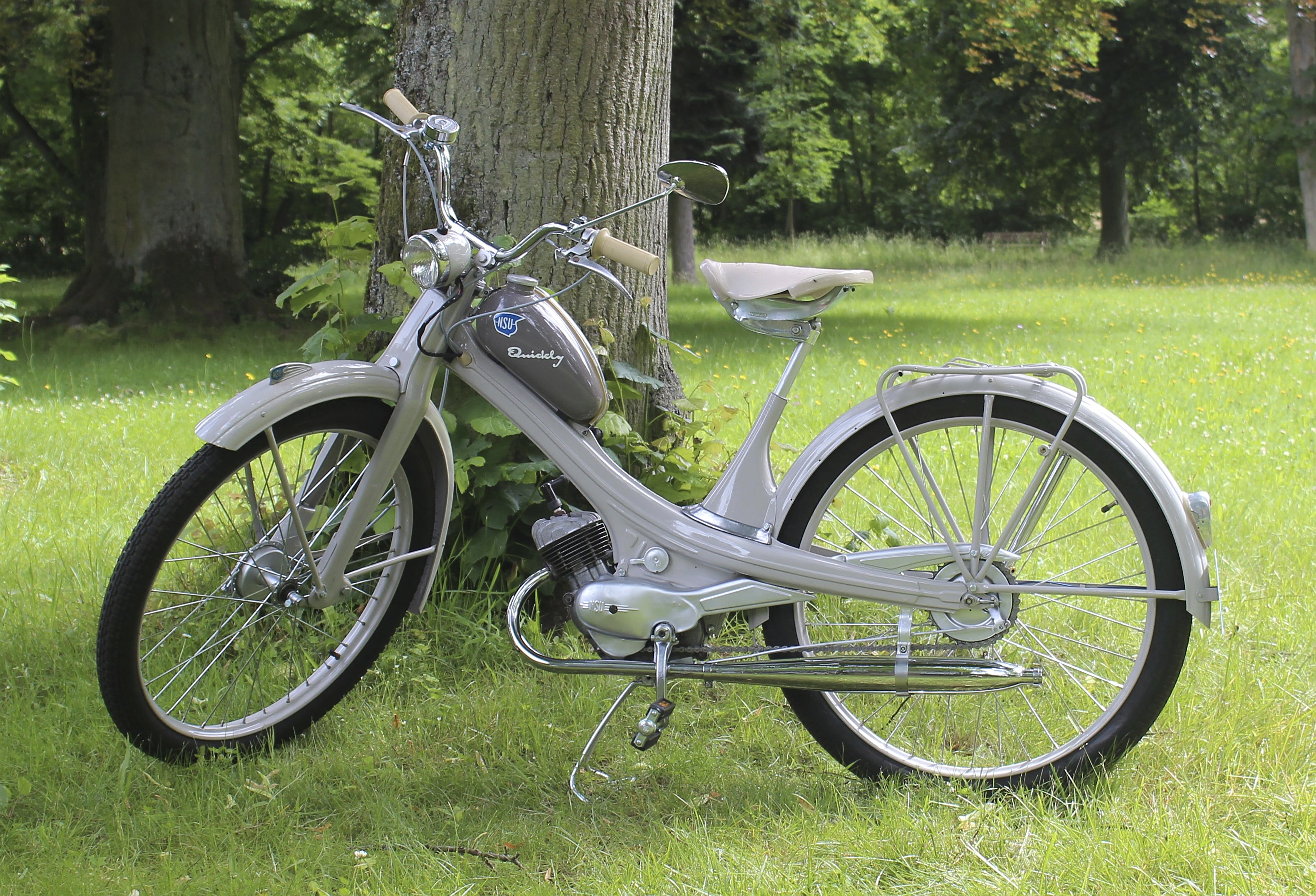
NSU Quickly, erste Ausführung mit 3-Liter-Tank, 1953–1955

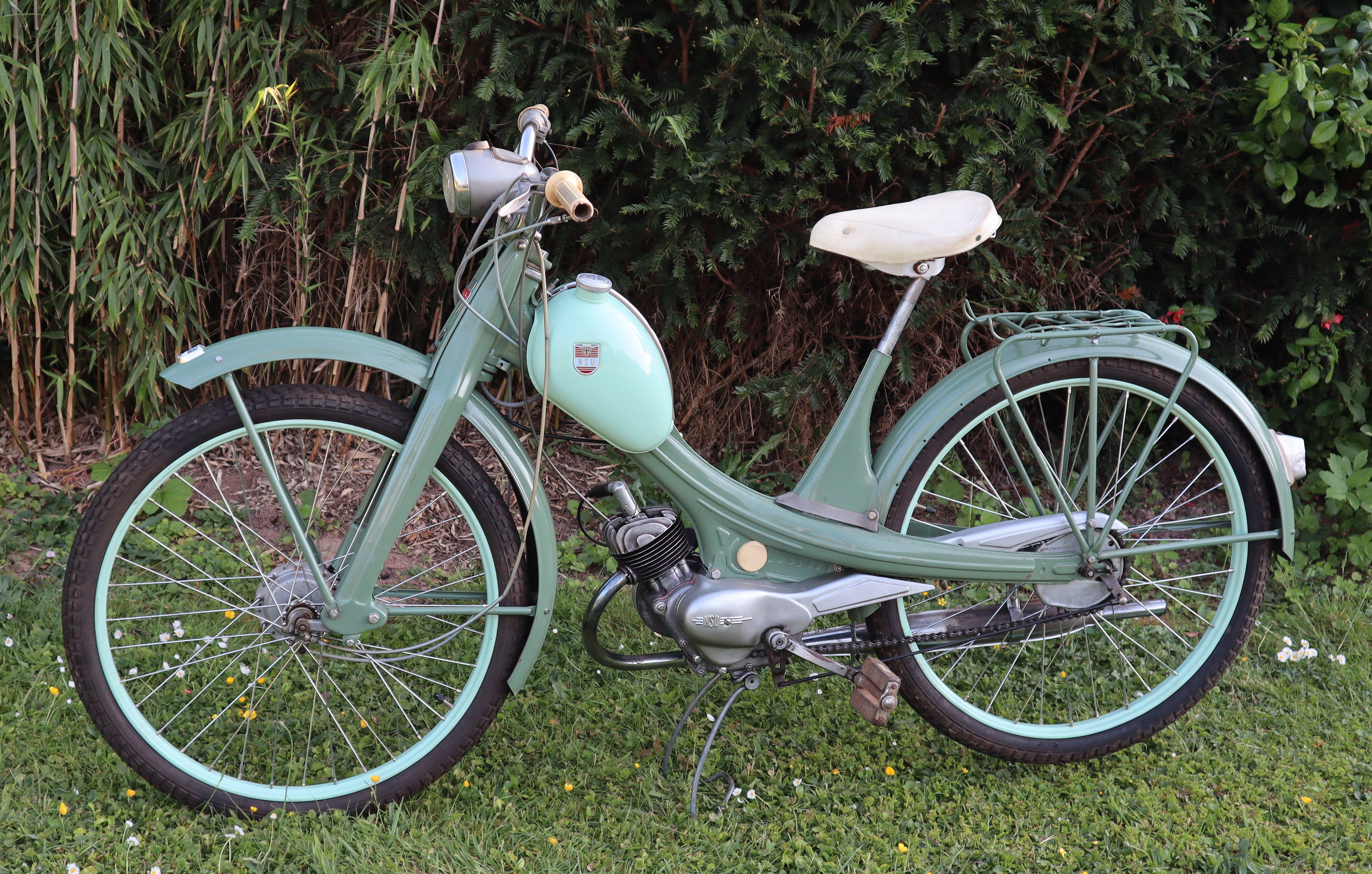
NSU Quickly N, Bj. 1958, in originaler Farbgebung

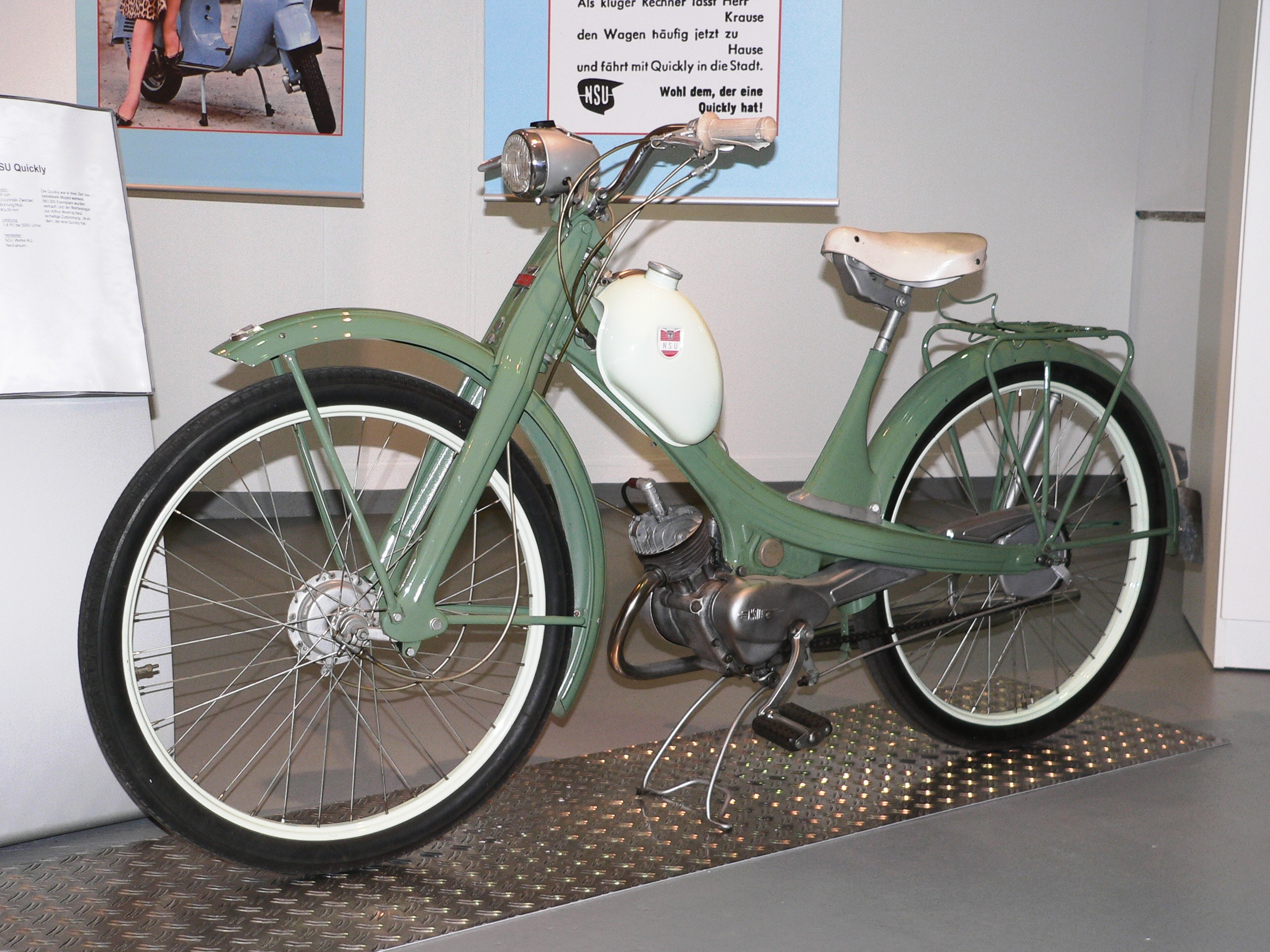
NSU Quickly (1957/58)

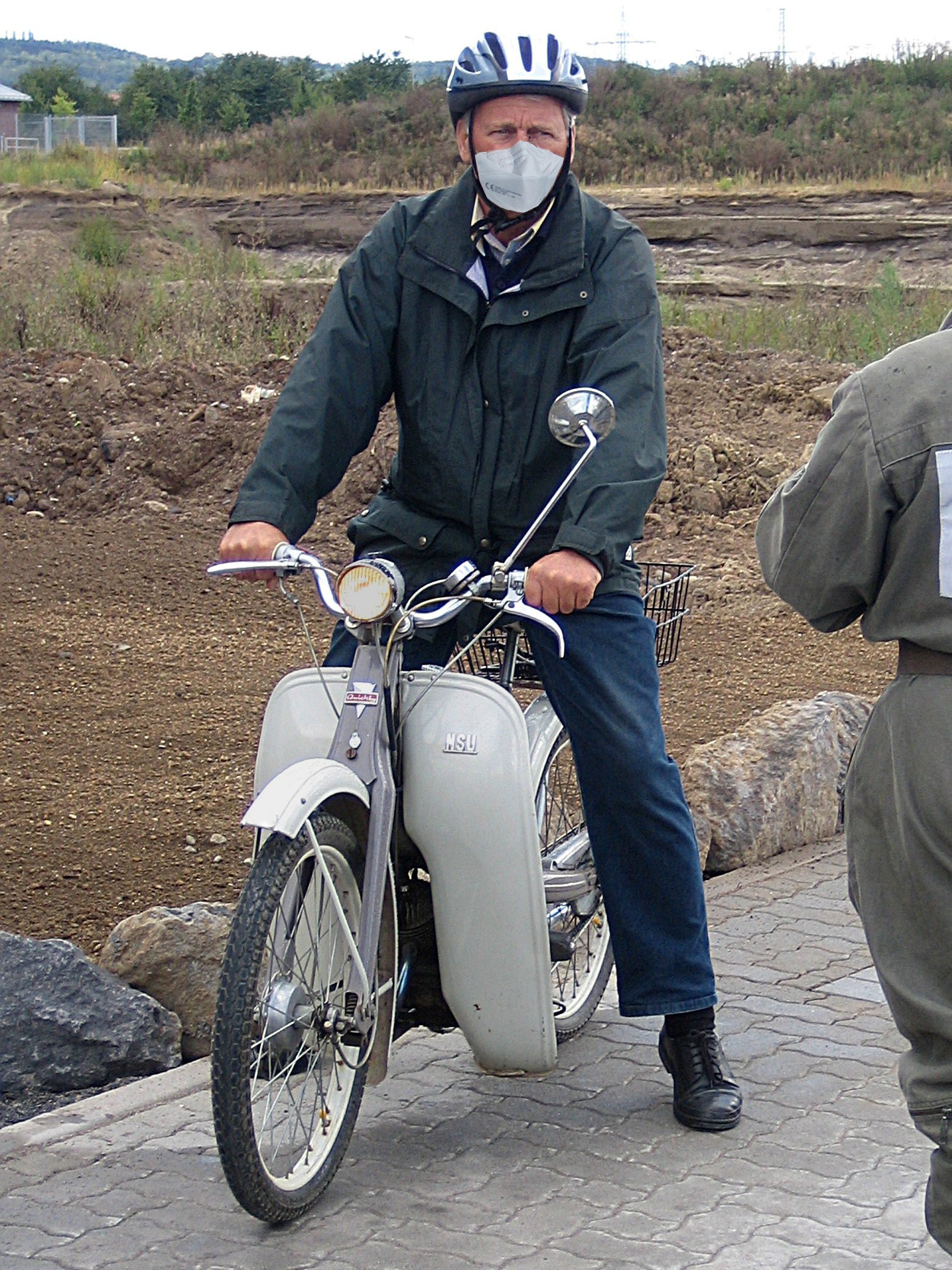
NSU Quickly N mit Beinschild als Zubehör

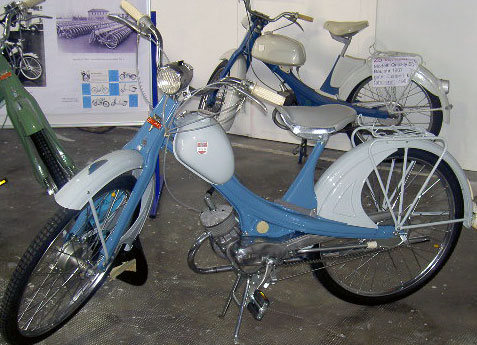
NSU Quickly S mit kleiner Abdeckung am vorderen und hinteren Schutzblech ab 1955

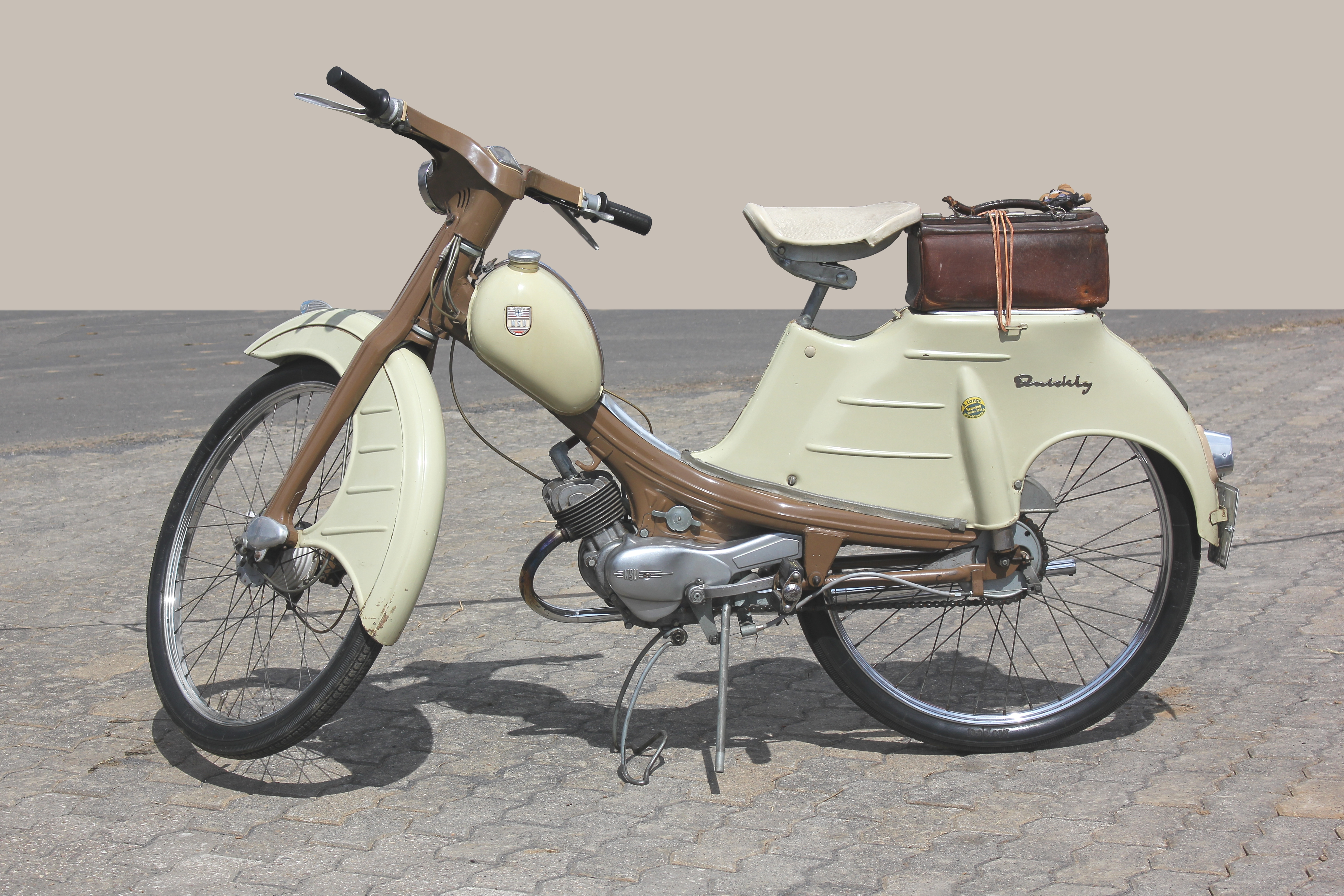
NSU Quickly L mit Hinterradfederung und voll verkleidetem Hinterrad, 1956–1961

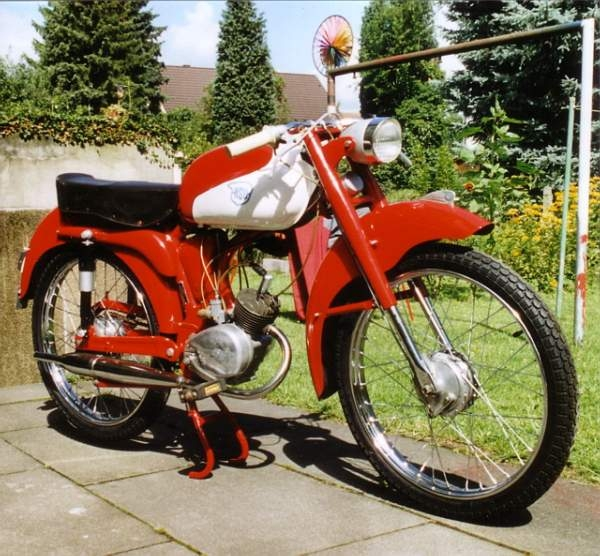
NSU Quickly Cavallino (1957)

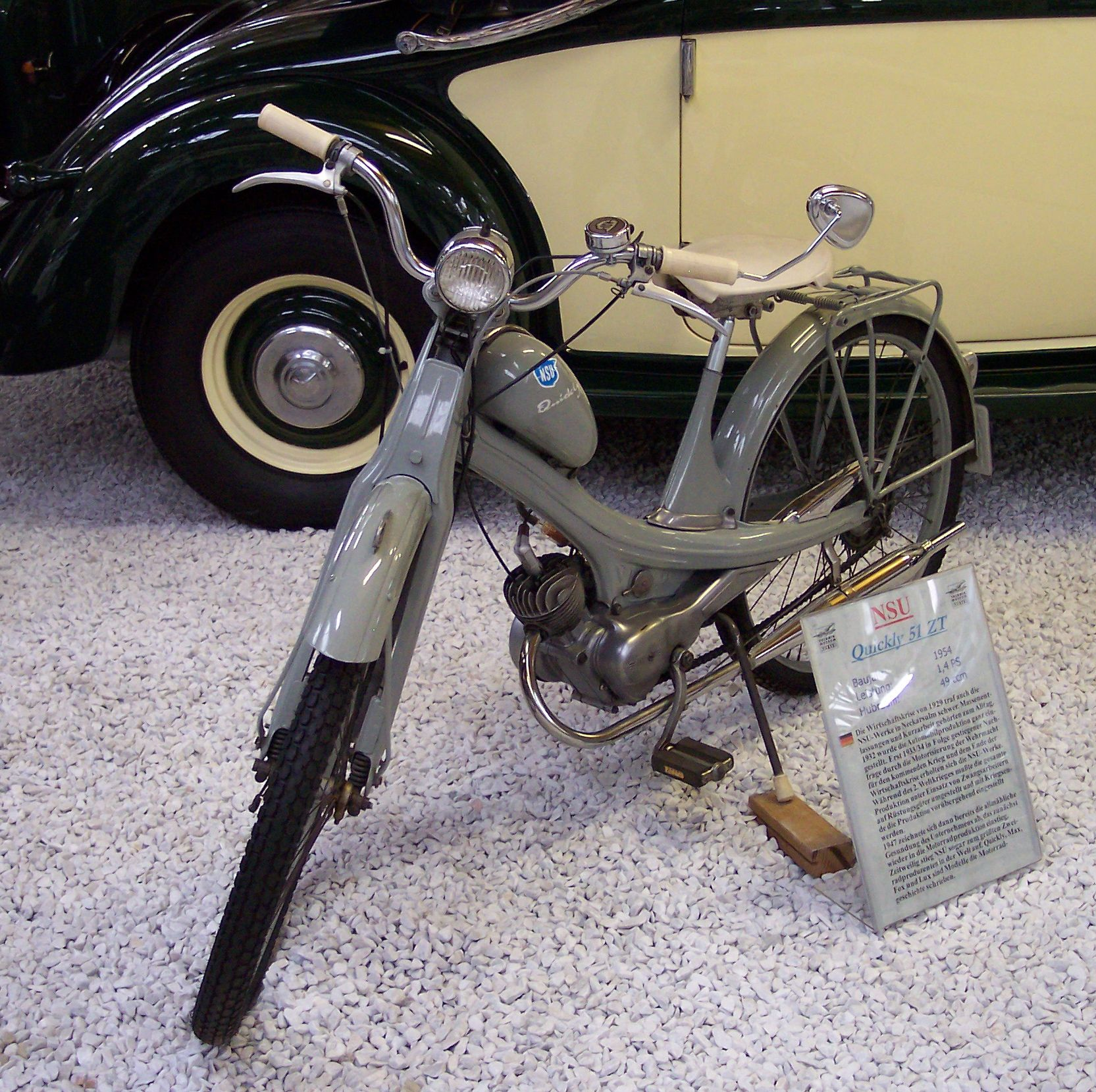
NSU 51 ZT Quickly (1954) im Technik Museum Speyer

Die NSU Quickly war ein Moped, das erstmals 1953 zur Internationalen Fahrrad- und Motorrad-Ausstellung (IFMA) präsentiert und bis 1966 produziert wurde. Es erreichte große Stückzahlen und trug zur Massenmotorisierung im Zuge des Wirtschaftswunders bei.

## Geschichte
Die NSU Quickly war bei ihrer Vorstellung auf der IFMA ’53 eine von vielen Vertreterinnen (u. a. HEINKEL Perle) der neuen Fahrzeuggattung „Moped“ (= „Motor und Pedal“), welche Bezeichnung sich statt des offiziellen Begriffs „Fahrrad mit Hilfsmotor“ einbürgern sollte. Die Bezeichnung „Moped“ stand schon vor Präsentation der ersten Fahrzeuge fest – sie ist auf den Namensvorschlag der Motorenfabrik ILO zurückzuführen, der im Rahmen eines Wettbewerbs gefunden wurde. Trotz nominal nur 1,4 PS (1 kW), später 1,7 PS (1,25 kW) ging die Quickly recht flott zur Sache und wäre obendrein bei einem Verbrauch von weniger als zwei Liter Benzin auf 100 km auch heute noch mit die sparsamste Art – und im Falle der N-Modelle auch die leichteste Art – motorisiert zu sein.
Die Quickly wurde ein großer Erfolg und bereits 1954 hatte NSU die 100.000. Quickly produziert. Sie war für viele Leute, die bislang nur Fahrrad fuhren, der Inbegriff des technischen und wirtschaftlichen Fortschritts der 1950er Jahre: nicht mehr selbst treten müssen. Obwohl mit der Quickly – technische Besonderheit – auch folgendes funktionierte: Bei Stillstand des Motors und gezogener Kupplung ließen die Pedale über das Getriebe eine Kraftübertragung zum Hinterrad zu. Die Quickly hatte zum „Kupplung-gezogen-Halten“ eigens einen kleinen Drahtbügel, der zum Fixieren der offenen Kupplung vor den gezogenen Handgriff gesetzt werden konnte.
Das ursprüngliche Modell, gebaut ab Herbst 1953, wurde weiterentwickelt und bereits 1956 gesellte sich die Quickly S (= Spezial) an die Seite des bisherigen Modells N (= Normal). 1955 kostete die Quickly N 465 DM, die Quickly S dagegen 515 DM. Die Quickly S bot eine zusätzliche Seitenstütze, Tachometer in der Lampe, seitliche Spritzschutzecken und Chromfelgen. Der 3,1-Liter-Tank wurde durch einen 4,45-Liter-Tank ersetzt, den ein Jahr später auch die N-Modelle erhielten. Als technische Neuheit wurde 1957 ein Dreiganggetriebe angeboten. Die technische und gewichtsmäßige Aufrüstung war möglich geworden, nachdem die Gewichtslimitierung für Mopeds (ursprünglich 33 kg) 1956 aufgehoben worden war.
Um noch weitere Käuferschichten anzusprechen und dem zunehmenden Wunsch nach mehr Luxus und Zubehör entgegenzukommen, wurde 1956 die Quickly L (= Luxus) auf den Markt gebracht. Sie sollte speziell die weiblichen Käuferschichten ansprechen und dem Trend zum Motorroller hin optisch folgen. Dazu wurde bei der „Luxus“ der Lenker vollständig verkleidet (Profillenker), das Hinterrad erhielt eine Federung und einen verkleideten Hinterbau. Außerdem kamen die Luxus-Ausführungen in neuen Farbkombinationen sowie mit populären Weißwandreifen. Hieraus wurde bis zum Erscheinen der „S 23/2“ das zweisitzige Modell „S 2“ entwickelt; Kuriosum hier: die einzig an diesem Modell eingesetzte Radgröße 25″. 1957 kam dann – möglich geworden durch den Wegfall der gesetzlichen Forderung nach 26-Zoll-Rädern – als sportliche Ergänzung die Quickly Cavallino, ein Modell mit italienisch-sportlichem Flair. 1959 kam die Quickly T, die „Traum“-Quickly – blechverschalt, gebläsegekühlt und mit Hinterradfederung. 1960 erschien die sportliche „TT“. 1961 kam als einziges Kickstarter-Modell die „TT/K“. Ende 1961 wurde die Modellpalette gestrafft. Die Modelle „TT“ und „TT/K“ wurden nach nur einem Jahr Bauzeit eingestellt. Es verblieben die vorher schon eingeführten „S 23“ und „S23/2“, das „T“-Modell und das Basismodell „N“, welches nun auch 23-Zoll-Räder hatte und N23 hieß. Allen gemeinsam blieb – ob Sportmodell oder „N“-Ausführung – der 1,7-PS-Motor, den es mit handgeschaltetem Zwei- oder Dreiganggetriebe gab.
Wo Hersteller wie Kreidler, Hercules oder Zündapp sich über wachsenden Absatz freuten, verlor NSU im 50-cm³-Markt immer mehr den Anschluss. Die Strategie sah bei NSU eine Abkehr vom Zweirad und die Hinwendung zum Automobil vor. Noch 1962 entwickelte NSU die Quick 50, ein Kleinkraftrad, das allerdings mit nur 4,3 PS und 70 km/h Endgeschwindigkeit im neuen und heiß umkämpften Kleinkraftrad-Markt trotz einer Neukonstruktion des Motors (Viergang-Fußschaltung!) keine Chancen hatte, sich gegen die etablierte Konkurrenz durchzusetzen. So wurden von diesem Modell bis 1966 nur ca. 9 300 Stück gebaut. Wann genau die letzte Quickly gebaut wurde, ist jedoch nicht mehr eindeutig festzustellen, da das NSU-Archiv durch die Hochwasser führende Sulm mehrfach überschwemmt wurde. Die auf Halde produzierten Fahrzeuge wurden jedenfalls noch bis ins Jahr 1969 verkauft. Der NSU Prinz löste nun endgültig die Zweiräder in Neckarsulm ab. Als Antriebsquelle lebte der gebläsegekühlte Dreigang-Quickly-Motor abgewandelt noch einige Jahre in Form des Einbaumotors Typ 35 in einer Gartenfräse von Agria weiter, der Agriette, die daher oftmals mit dem Spitznamen „Kräutermoped“ bezeichnet wird.
Das am längsten in Produktion befindliche Quickly-Teil war der seit 1957 von der Form her unverändert hergestellte 4,45-l-Tank der Quickly, den Agria über die Bauzeit des Mopeds hinaus an eine Gartenfräse montierte. Insgesamt wurden ca. 1,1 Mio. NSU-Quickly-Mopeds gebaut, sodass dieses Modell als eines der erfolgreichsten Mopeds gelten kann.

## Typenübersicht
- Quickly N (Standardausführung, ursprünglich nur QUICKLY, 26″-Räder, bis 1956 3,1-l-Tank)
- Quickly S (Spritzschutzecken in den Schutzblechen, 4,5-l-Tank, Tacho in Lampe, Seitenstütze, Chromfelgen)
- Quickly S/2 (25″-Räder, 4,5-l-Tank, Tacho in Lampe, Chromfelgen, größere Naben, Doppelsitzbank)
- Quickly L (26″-Räder, Blechschalenlenker, verkleidetes Hinterrad, Hinterradfederung)
- Quickly Cavallino (Telegabel, Hinterradschwinge, 10,8-l-Tank, Sitzbank, italienisches Design)
- Quickly T (Langschwinge vorn, 1,7-PS-Motor mit Gebläsekühlung, zweisitzig, Triebsatzschwinge)
- Quickly TT (Langschwinge vorn, 11,8-l-Tank mit Knieschluss, Triebsatzschwinge)
- Quickly TT/K (Wie Quickly TT, aber mit Kickstarter)
- Quickly N 23 (23″-Räder, Nachfolgemodell der Quickly N mit ähnlicher Ausstattung)
- Quickly S 23 (23″-Räder, 6,6-l Knieschlusstank, Schwingsattel, Chromfelgen)
- Quickly S 2/23 (23″-Räder, Knieschlusstank, Doppelsitzbank, Alufelgen)
- Quickly F (23″-Räder, eckiger Knieschlusstank, Doppelsitzbank, Alufelgen, Hinterradfederung)

## Werbung, Film und Fernsehen
Durch Werbesprüche des NSU-Werbechefs Arthur Westrup wie „Wohl dem, der eine Quickly hat!“ und eine breit angelegte Werbekampagne unter Mitwirkung vieler prominenter Persönlichkeiten wie Sophia Loren oder Peter Alexander sollte Sympathie für das kleine Zweirad geweckt werden.
Ebenfalls Bekanntheit erlangte der Spruch: „Nicht mehr laufen, Quickly kaufen!“. Anlässlich des Besuchs des sowjetischen Ministerpräsidenten Bulganin in der Bundesrepublik kam folgender (gewiss nicht authentischer) Spruch unter die Leute: „Als Bulganin die Quickly sah, stand er tief beeindruckt da. Dann gab er zu, ganz unumwunden: Die ist nicht von uns erfunden!“ (gedacht als Anspielung auf die damaligen Versuche der Sowjets, alle wichtigen Erfindungen russischen Erfindern zuzuschreiben).
In diesem Spruch kreuzt sich auch die „Geschlechtsbestimmung“ einer/eines Quickly: NSU selbst gab zunächst vor, „DAS Quickly“ sei richtig. Die meisten Menschen aber sprachen das Moped mit „DIE Quickly“ an. In späteren offiziellen Verkaufsprospekten heißt es ebenfalls DIE Quickly.
In der TV-Serie Irgendwie und Sowieso (Bayerischer Rundfunk, 1986) spielte Ottfried Fischer den Jungbauern Alfons Kerschbaumer, der wegen seiner Leidenschaft für die NSU Quickly Sir Quickly genannt wurde. Er fuhr die NSU Quickly L, die „Luxus-Version“.
In einer Szene der Tatort-Folge Müll ist eine Quickly F23 des Baujahrs 1964 mit der damals als Sonderausstattung erhältlichen Anhängerkupplung zu sehen, woraufhin Kommissar Freddy Schenk (Dietmar Bär) den Werbespruch „Der Berg ist steil, die Sonne sticht, der Quickly-Fahrer merkt es nicht“ zitiert.